# Lörstrand
Lörstrand är en ort i Järvsö socken i Ljusdals kommun i Gävleborgs län, belägen sex kilometer söder om Järvsö. Den klassades som småort av SCB år 1995.